# Discophora
Discophora es un género con cuatro especies de plantas  perteneciente a la familia Stemonuraceae. 

## Especies
- Discophora froesii Pires
- Discophora guianensis Miers
- Discophora montana R.A.Howard
- Discophora panamensis Standl.